# Tmarus salai
Tmarus salai là một loài nhện trong họ Thomisidae.
Loài này thuộc chi Tmarus. Tmarus salai được miêu tả năm 1965 bởi Schick.